# Live on the Inside
Live on the Inside è un album dal vivo del gruppo di musica country statunitense Sugarland, pubblicato nel 2009.

## Il disco
Il disco è stato registrato nel periodo aprile 2008-aprile 2009 in diverse località ossia Atlanta, Lexington, Red Deer e Austin. Esso contiene diverse cover, tra le quali vi sono brani dei R.E.M., dei Pearl Jam e di Beyoncé.
Il disco è uscito anche in versione CD/DVD.

## Tracce
1. Love
2. Circle
3. Better Man
4. Sex on Fire
5. All I Want to Do
6. Irreplaceable
7. Nightswimming/Joey
8. The One I Love
9. Love Shack
10. Stay

## Formazione

### Sugarland
- Kristian Bush - chitarra acustica, mandolino, cori
- Jennifer Nettles - chitarra acustica, piano, voce

### Altri musicisti
- Thad Beaty - chitarra acustica, chitarra elettrica
- Brandon Bush - fisarmonica, tastiera, cori
- Annie Clements - basso, cori
- Travis McNabb - batteria
- Scott Patton - chitarra acustica, chitarra elettrica, cori